# Maigern
Maigern ist eine Ortschaft in der Gemeinde St. Georgen am Längsee im Bezirk Sankt Veit an der Glan in Kärnten (Österreich). Die Ortschaft hat 25 Einwohner (Stand 1. Jänner 2024). Sie liegt auf dem Gebiet der Katastralgemeinde Osterwitz.

## Lage
Die Ortschaft liegt im Süden des Bezirks Sankt Veit an der Glan, wenige hundert Meter östlich der Burg Hochosterwitz, zwischen St. Sebastian im Südwesten und St. Martin im Norden.

## Name, Geschichte
Der Ortsname leitet sich wohl vom slowenischen Medgorje (= Zwischenbergen) ab.
Folgende Hofnamen werden in Maigern geführt:
- Hansl (Hansl in Feld) (Nr. 1)
- Vostl (Nr. 2)
- Jäger (Jagerle) (Nr. 4), seit 1748 nachweisbar
- Stiglitzer (Nr. 6), seit 1570 nachweisbar
- Schmiedbauer (Nr. 7)
- Wispelhoferkeusche (Nr. 10)

Auf dem Gebiet der Steuergemeinde Osterwitz liegend, gehörte der Ort in der ersten Hälfte des 19. Jahrhunderts zum Steuerbezirk Osterwitz. Seit Gründung der Ortsgemeinden im Zuge der Reformen nach der Revolution 1848/49 gehört Maigern zur Gemeinde Sankt Georgen am Längsee.

## Bevölkerungsentwicklung
Für die Ortschaft ermittelte man folgende Einwohnerzahlen:
- 1869: 8 Häuser, 73 Einwohner[4]
- 1880: 10 Häuser, 67 Einwohner[5]
- 1890: 8 Häuser, 68 Einwohner[6]
- 1900: 8 Häuser, 64 Einwohner[7]
- 1910: 8 Häuser, 58 Einwohner[8]
- 1923: 7 Häuser, 57 Einwohner[9]
- 1934: 68 Einwohner[10]
- 1961: 8 Häuser, 40 Einwohner[11]
- 2001: 9 Gebäude (davon 9 mit Hauptwohnsitz) mit 9 Wohnungen; 33 Einwohner und 2 Nebenwohnsitzfälle; 9 Haushalte; 0 Arbeitsstätten, 6 land- und forstwirtschaftliche Betriebe[12]
- 2011: 9 Gebäude, 33 Einwohner, 9 Haushalte, 0 Arbeitsstätten[13]
- 2021: 9 Gebäude, 22 Einwohner, 9 Haushalte, 2 Arbeitsstätten[14]